# Costa do Marfim nos Jogos Olímpicos de Verão de 2020
A Costa do Marfim participou dos Jogos Olímpicos de Verão de 2020 em Tóquio. Originalmente programados para ocorrerem de 24 de julho a 9 de agosto de 2020, os Jogos foram adiados para 23 de julho a 8 de agosto de 2021, por causa da pandemia de COVID-19. Desde a estreia oficial da nação em 1964, atletas marfinenses compareceram a todas as edições dos Jogos Olímpicos de Verão, exceto em Moscou 1980, devido ao apoio parcial da nação ao boicote liderado pelos Estados Unidos. 

## Competidores
Abaixo está a lista do número de competidores nos Jogos.
| Esporte   | Masculino | Feminino | Total |
| --------- | --------- | -------- | ----- |
| Atletismo | 1         | 2        | 3     |
| Futebol   | 18        | 0        | 18    |
| Judô      | 0         | 1        | 1     |
| Natação   | 0         | 1        | 1     |
| Remo      | 1         | 0        | 1     |
| Taekwondo | 2         | 2        | 4     |
| Total     | 22        | 6        | 28    |

## Atletismo
Os seguintes atletas tunisianos conquistaram marcas de qualificação, pela marca direta ou pelo ranking mundial, nos seguintes eventos de pista e campo (até o máximo de três atletas em cada evento):
- Nota– As posições para os eventos de pista são em relação à bateria do atleta
- Q = Qualificado para a próxima fase
- q = Qualificado para a próxima fase como o perdedor mais rápido ou, em eventos de campo, pela posição sem atingir o alvo para qualificação
- NR = Recorde nacional
- N/A = Fase não aplicável para o evento
- Bye = Atleta não precisou disputar aquela fase

Eventos de pista e estrada
| Atleta             | Evento          | Eliminatória | Eliminatória | Quartas de final | Quartas de final | Semifinal | Semifinal | Final     | Final   |
| Atleta             | Evento          | Resultado    | Posição      | Resultado        | Posição          | Resultado | Posição   | Resultado | Posição |
| ------------------ | --------------- | ------------ | ------------ | ---------------- | ---------------- | --------- | --------- | --------- | ------- |
| Arthur Cissé       | 100 m masculino | Bye          | Bye          |                  |                  |           |           |           |         |
| Murielle Ahouré    | 100 m feminino  |              |              | —                | —                |           |           |           |         |
| Marie-Josée Ta Lou | 100 m feminino  |              |              | —                | —                |           |           |           |         |
| Marie-Josée Ta Lou | 200 m feminino  |              |              | —                | —                |           |           |           |         |

## Futebol
Sumário
Chave:
- A.T.E – Após tempo extra.
- P – Partida decidida na disputa de pênaltis.

| Equipe                 | Evento            | Fase de grupo        | Fase de grupo        | Fase de grupo        | Fase de grupo | Quartas de final     | Semifinal            | Final / BM           | Final / BM |
| Equipe                 | Evento            | Adversário Resultado | Adversário Resultado | Adversário Resultado | Posição       | Adversário Resultado | Adversário Resultado | Adversário Resultado | Posição    |
| ---------------------- | ----------------- | -------------------- | -------------------- | -------------------- | ------------- | -------------------- | -------------------- | -------------------- | ---------- |
| Costa do Marfim Sub-23 | Torneio masculino | Arábia Saudita       | Brasil               | Alemanha             |               |                      |                      |                      |            |

### Torneio masculino
Seleção Marfinense de Futebol Sub-23 qualificou para os Jogos após avançar para a final do Campeonato Africano de Futebol Sub-23 de 2019, significando o retorno da nação ao esporte após 12 anos de ausência.
Masculino
| Nº         | Nome                | Clube             | Idade    | Jogos    | Gols     |
| Goleiros   | Goleiros            | Goleiros          | Goleiros | Goleiros | Goleiros |
| ---------- | ------------------- | ----------------- | -------- | -------- | -------- |
| 1          | Maxime Nagoli       | Abobo             | 20       | 0        | 0        |
| 16         | Ira Eliezer Tapé    | San Pedro         | 23       | 0        | 0        |
| 22         | Nicolas Tie         | Vitória Guimarães | 20       | 0        | 0        |
| Defensores |                     |                   |          |          |          |
| 2          | Silas Gnaka         | Eupen             | 22       | 0        | 0        |
| 3          | Eric Bailly*        | Manchester United | 27       | 0        | 0        |
| 4          | Kouadio-Yves Dabila | Mouscron          | 24       | 0        | 0        |
| 5          | Ismaël Diallo       | Ajaccio           | 24       | 0        | 0        |
| 6          | Wilfried Singo      | Torino            | 21       | 0        | 0        |
| 17         | Zié Ouattara        | Vitória Guimarães | 22       | 0        | 0        |
| 19         | Koffi Kouao         | Vizela            | 23       | 0        | 0        |
| Meias      |                     |                   |          |          |          |
| 7          | Idrissa Doumbia     | Huesca            | 23       | 0        | 0        |
| 8          | Franck Kessié*      | Milan             | 24       | 0        | 0        |
| 12         | Eboue Kouassi       | Genk              | 23       | 0        | 0        |
| 18         | Cheick Timité       | Amiens            | 23       | 0        | 0        |
| Atacantes  |                     |                   |          |          |          |
| 9          | Youssouf Dao        | Sparta Praga      | 23       | 0        | 0        |
| 10         | Amad Diallo         | Manchester United | 19       | 0        | 0        |
| 11         | Christian Kouamé    | Fiorentina        | 23       | 0        | 0        |
| 13         | Kader Keïta         | Westerlo          | 20       | 0        | 0        |
| 14         | Vakoun Issouf Bayo  | Toulouse          | 24       | 0        | 0        |
| 15         | Max Gradel*         | Sivasspor         | 33       | 0        | 0        |
| 20         | Aboubacar Doumbia   | Maccabi Netanya   | 21       | 0        | 0        |
| Treinador  |                     |                   |          |          |          |
|            | Soualiho Haïdara    |                   |          |          |          |

* Asterisco indica os três jogadores permitidos com idade superior a 24 anos.
| Pos. | Seleção         | Pts | J | V | E | D | GP | GC | SG |
| ---- | --------------- | --- | - | - | - | - | -- | -- | -- |
| 1    | Brasil          | 7   | 3 | 2 | 1 | 0 | 7  | 3  | +4 |
| 2    | Costa do Marfim | 5   | 3 | 1 | 2 | 0 | 3  | 2  | +1 |
| 3    | Alemanha        | 4   | 3 | 1 | 1 | 1 | 6  | 7  | −1 |
| 4    | Arábia Saudita  | 0   | 3 | 0 | 0 | 3 | 4  | 8  | −4 |

| 22 de julho | Costa do Marfim                 | 2 – 1     | Arábia Saudita | Estádio Internacional de Yokohama, Yokohama |
| 17:30       | Al-Amri 39' (g.c.) · Kessié 66' | Relatório | Al-Dawsari 44' | Árbitro: NZL Matthew Conger                 |

| 25 de julho | Brasil | 0 – 0     | Costa do Marfim | Estádio Internacional de Yokohama, Yokohama |
| 17:30       |        | Relatório |                 | Árbitro: USA Ismail Elfath                  |

| 28 de julho | Alemanha  | 1 – 1     | Costa do Marfim     | Estádio de Miyagi, Rifu                     |
| 17:00       | Löwen 73' | Relatório | Henrichs 67' (g.c.) | Público: 4 294 Árbitro: URU Leodán González |

## Judô
A Costa do Marfim qualificou uma judoca para o torneio olímpico. A atleta olímpica da Rio 2016 Zouleiha Abzetta Dabonne aceitou uma vaga continental da África como judoca de melhor ranking da nação fora da posição de qualificação direta pelo Ranking Mundial da IJF de 28 de junho de 2021.
Feminino
| Zouleiha Abzetta Dabonne | -57 kg |  |  |  |  |  |  |  |

## Natação
A Costa do Marfim recebeu vaga de universalidade da FINA para enviar a nadadora de melhor ranking para seu respectivo evento individual nas Olimpíadas, baseado no Ranking de Pontos da FINA de 28 de junho de 2021.
| Talita Te Flan | 400 m livre feminino |  |  |  |  |

## Remo
A Costa do Marfim qualificou um barco no skiff simples masculino após ficar em sexto lugar na Final A da Regata Africana de Qualificação Olímpica de 2019 em Túnis, Tunísia, marcando a estreia da nação no esporte.
| Atleta       | Evento                  | Eliminatórias | Eliminatórias | Repescagem | Repescagem | Quartas-de-final | Quartas-de-final | Semifinais | Semifinais | Final | Final   |
| Atleta       | Evento                  | Tempo         | Posição       | Tempo      | Posição    | Tempo            | Posição          | Tempo      | Posição    | Tempo | Posição |
| ------------ | ----------------------- | ------------- | ------------- | ---------- | ---------- | ---------------- | ---------------- | ---------- | ---------- | ----- | ------- |
| Franck N'dri | Skiff simples masculino |               |               |            |            |                  |                  |            |            |       |         |

Legenda de Qualificação: FA=Final A (medalha); FB=Final B; FC=Final C; FD=Final D; FE=Final E ; FF=Final F; SA/B=Semifinais A/B; SC/D=Semifinais C/D; SE/F=Semifinais E/F; QF=Quartas de final; R=Repescagem

## Taekwondo
A Costa do Marfim inscreveu quatro atletas para a competição olímpica do Taekwondo. O então campeão olímpico Cheick Sallah Cissé (80 kg masculino) e a medalhista de bronze da Rio 2016 Ruth Gbagbi (67 kg feminino) qualificaram diretamente para suas categorias de peso após ficarem entre os cinco melhores do Ranking Olímpico da WT. Enquanto isso, o campeão africano Seydou Gbané e a estreante de 20 anos de idade Aminata Traoré garantiram as vagas restantes após ficarem entre os dois primeiros nas categorias +80 kg masculino e +67 kg feminino no Torneio Africano de Qualificação Olímpica de 2020 em Rabat, Marrocos.
| Atleta              | Evento           | Oitavas-de-final     | Quartas-de-final     | Semifinais           | Repescagem           | Final / BM           | Final / BM |
| Atleta              | Evento           | Adversário Resultado | Adversário Resultado | Adversário Resultado | Adversário Resultado | Adversário Resultado | Posição    |
| ------------------- | ---------------- | -------------------- | -------------------- | -------------------- | -------------------- | -------------------- | ---------- |
| Cheick Sallah Cissé | -80 kg masculino |                      |                      |                      |                      |                      |            |
| Seydou Gbané        | +80 kg masculino |                      |                      |                      |                      |                      |            |
| Ruth Gbagbi         | -67 kg feminino  |                      |                      |                      |                      |                      |            |
| Aminata Traoré      | +67 kg feminino  |                      |                      |                      |                      |                      |            |